# Ingersau

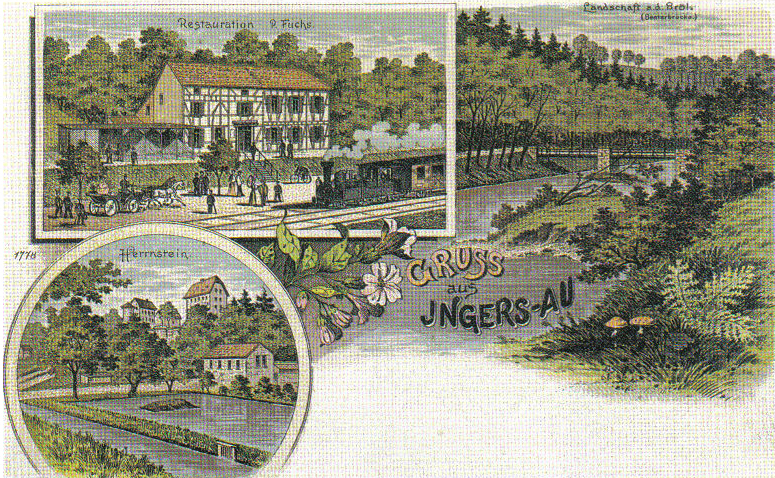
Restauration Fuchs 1899

Gasthof "Im kühlen Grund" 1903

Ingersau ist ein kleiner Ort am Einfluss des Dreisbaches in die Bröl.  Er gehört größtenteils zur Gemeinde Neunkirchen-Seelscheid im nordrhein-westfälischen Rhein-Sieg-Kreis. In Ingersau trifft die Bundesstraße 507 auf die Bundesstraße 478.
Eine Besonderheit des Ortes liegt darin, dass er zu zwei Gemeinden gehört. Da der alte Verlauf der Bröl die Grenze bildete, liegt ein heute als Restaurant genutztes Haus am Abzweig der Bundesstraße 507 nicht wie die anderen Gebäude in der Gemeinde Neunkirchen-Seelscheid, sondern in Ruppichteroth. Der zu Neunkirchen-Seelscheid gehörende Teil des Ortes wurde durch Beschluss des Rates dieser Gemeinde vom 27. Mai 1971 aus den Ortsteilen Ingersauelermühle und Pixhof gebildet und ebenfalls Ingersau benannt.

## Geschichte
Erstmals urkundlich erwähnt wurde der Ort am 22. März 1379 als „Yngersauwel“. Der gut einen Kilometer brölabwärts gelegene freiadlige Ingersauelerhof war 1644 im Besitz eines C. von Baexen, hatte im Bedarfsfall zwei Pferde zu stellen und musste einen Fuder Hafer liefern. Der Hof wurde 1981 niedergelegt.
1809 hatte der Ort neun katholische Einwohner.
1910 waren für Ingersau die Familien des Ackerers Konrad Walterscheid und des Kaufmanns Heinrich Walterscheid verzeichnet, für den Ingersaueler Hof der Pächter Wilhelm Kellershohn.
Die Postkarte von 1899 zeigt das als Pfannkuchenmühle betriebene Gasthaus mit der davor verlaufenden Bröltalbahn, die Brücke nach Winterscheiderbröl und die oberhalb im Bröltal gelegene Burg Herrnstein.